# Шулус, Алексей Апполинарьевич
Алексей Апполинарьевич Шулус (родился в 1956 году в Вильнюсе Литовская ССР) — российский учёный, доктор экономических наук, профессор. Заслуженный деятель науки Российской Федерации. Бывший ректор Академии труда и социальных отношений (2005—2009).

## Биография
- В 1978 году окончил экономический факультет МГУ им. М. В. Ломоносова. С того же года работал на заводе «Красный пролетарий» инженером-экономистом.
- В 1984 году защитил в МГУ кандидатскую диссертацию, затем работал в Академии народного хозяйства при Совете министров СССР.
- В 1985—1998 годах работал в Академии труда и социальных отношений в должности ассистента, затем доцента кафедры политэкономии.
- С 1998 года — проректор АТиСО по воспитательной работе.
- С 2005 по 2009 год — Ректор Академии труда и социальных отношений.
  - В 2006 году был научным консультантом в выполнении докторской диссертации главы города Реутов Александра Николаевича Ходырева, в тексте которой в 2013 году участники проекта «Диссернет» обнаружили масштабные заимствования текста (215 страниц из 239 проанализированных)[1][2][3][4][5].
  - В 2007 году выступил в качестве научного руководителя при защите кандидатской диссертации депутата М. В. Тарасенко[6].
- Постановлением Исполнительного Комитета ФНПР от 24 июня 2009 г. № 4-13 снят с занимаемой должности

В настоящее[уточнить] время является директором Института управления и предпринимательства в социальной сфере Государственного университета управления.

## Награды и звания
В 2002 году был удостоен премии Правительства РФ в области образования за создание в составе коллектива ученых учебника по экономике.
Награждён медалью «В память 850-летия Москвы», почётным знаком «За активную работу в профсоюзах», нагрудным знаком «Почётный работник высшего профессионального образования Российской Федерации».